# Black Tickle Airport
Black Tickle Airport är en flygplats i Kanada.   Den ligger i provinsen Newfoundland och Labrador, i den östra delen av landet, 1 700 km nordost om huvudstaden Ottawa. Black Tickle Airport ligger 17 meter över havet. Den ligger på ön Island of Ponds.
Terrängen runt Black Tickle Airport är platt. Havet är nära Black Tickle Airport åt nordost. Trakten är glest befolkad. 